# Бильфингер, Рудольф
Рудольф Бильфингер (нем. Rudolf Bilfinger; 20 мая 1903, Эшенбах, Королевство Вюртемберг, Германская империя — 5 августа 1996, Хехинген, Баден-Вюртемберг, Германия) — немецкий юрист, оберштурмбаннфюрер СС, сотрудник Главного управления имперской безопасности.

## Биография
Рудольф Бильфингер родился 20 мая 1903 года в семье священника. В 1921 году окончил гимназию в Хайльбронне. После получения аттестата зрелости изучал банковское дело. Изначально работал в банке в Гёппингене. 1 июля 1924 года стал торговым представителем на заводе металических изделий в Гайслингене. С 1925 по 1929 год изучал право в университетах Тюбингене и Берлина. В марте 1933 года получил докторскую степень по праву и в течение года работал адвокатом в Тюбингене. В июне 1933 года стал членом моторизованных частей штурмовых отрядов (СА).
В январе 1934 года поступил на государственную службу: изначально работал в земельном учредительном совете в Балингене. В мае 1934 года был переведён в отделение политической полиции Штутгарта. С июня 1936 года служил в главном управлении полиции безопасности в Берлине. 1 мая 1937 года вступил в НСДАП (билет № 5892661). В главном управлении имперской безопасности (РСХА) возглавил отдел I B1 (организация полиции безопасности). 
С сентября по декабрь 1940 был начальником административного отдела в ведомстве полиции безопасности и СД в Кракове. В декабре 1940 года вернулся в Берлин и стал начальником группы II A (организация и право) в РСХА. 30 января 1941 года ему было присвоено звание оберштурмбаннфюрера СС. 6 марта и 27 октября 1942 года участвовал в двух конференциях, посвящённых обсуждению «окончательного решения еврейского вопроса», проведённых после окончания  Ванзейской конференции. В июне 1943 года стал командиром полиции безопасности и СД в Тулузе. В январе 1944 года вновь стал начальником административного отдела ведомства полиции безопасности в Кракове. В январе 1945 года Краков был освобождён Красной армией, к этому времени ведомство полиции безопасности было расформировано. Бильфингер вернулся в Берлин, где оставался до апреля 1945 года, когда был откомандирован в Прагу.
8 мая 1945 года попал в американский плен в окрестностях Пльзеня. В сентябре 1946 года был экстрадирован во Францию, где находился в разных лагерях для интернированных. 13 июня 1953 года франзузский военный трибунал за его деятельности в Тулузе приговорил его к 8 годам заключения в каторжной тюрьме. Время пребывания в предварительном заключении было зачтено в срок наказания, поэтому Бильфингер был освобождён и отправлен в ФРГ. С 1 сентября 1953 года работал в высшем административном суде Баден-Вюртемберга в Мангейме. В марте 1965 года был отстранён от работы за свою деятельность в годы нацистского режима и в июне 1965 года вышел на пенсию. До конца 80-х годов против Бильфингера было проведено много расследований, но ни одно ни привело к его осуждению.